# Désespoir (1894, Munch)
Désespoir (en norvégien : Fortvilelse) est une peinture à l'huile sur toile réalisée par le peintre norvégien Edvard Munch en 1894. L'œuvre, conservée au Musée Munch à Oslo, est la suite d'une seconde peinture du même nom (de).

## Description
Après avoir terminé Le Cri, Munch décide de poursuivre dans le thème du coucher de soleil au pont, thème qui lui est venu à l'inspiration lors d'une marche à Oslo en été. Il a eu un soudain moment de désespoir, qu'il a voulu capturer plus tard sur un tableau. Une première peinture en est sortie en 1892, montrant un homme au chapeau observant le coucher de soleil depuis le pont,. La seconde version, réalisée en 1894, en même temps qu'Anxiété, présente son ami Jappe Nilssen dans une pose similaire à celle qu'il a prise dans Mélancolie.
La figure de premier plan, Nilssen, ne fait pas face à l'arrière-plan, le coucher de soleil, mais pas non plus au spectateur. Au contraire, la figure est repliée sur elle-même, la tête penchée en avant, qui rappelle un personnage similaire dans Femme en trois temps (de) et dans Séparation (de). Les couleurs utilisées sont aussi plus vives que dans la première version avec un ciel d'un rouge et d'un jaune saturés, en plus d'un pâle violet utilisé dans le second plan, que l'on retrouve dans Anxiété. La peinture est donc plus mat que la première version et plus décorée, ce qui selon Frank Høifødt rappelle le synthétisme de Paul Gauguin. Reinhold Heller considère quant à lui que l'œuvre ne fait que réutiliser les thèmes importants de la première version et du Cri sans refléter la mélancolie présente dans la première version ou l'intensité du Cri.
À la mort de Munch, l'œuvre, ainsi que toute la collection de Munch passent aux mains de la ville d'Oslo, qui a depuis ouvert le musée Munch où l'on peut la voir.

Œuvres de Munch réutilisant le thème du coucher de soleil
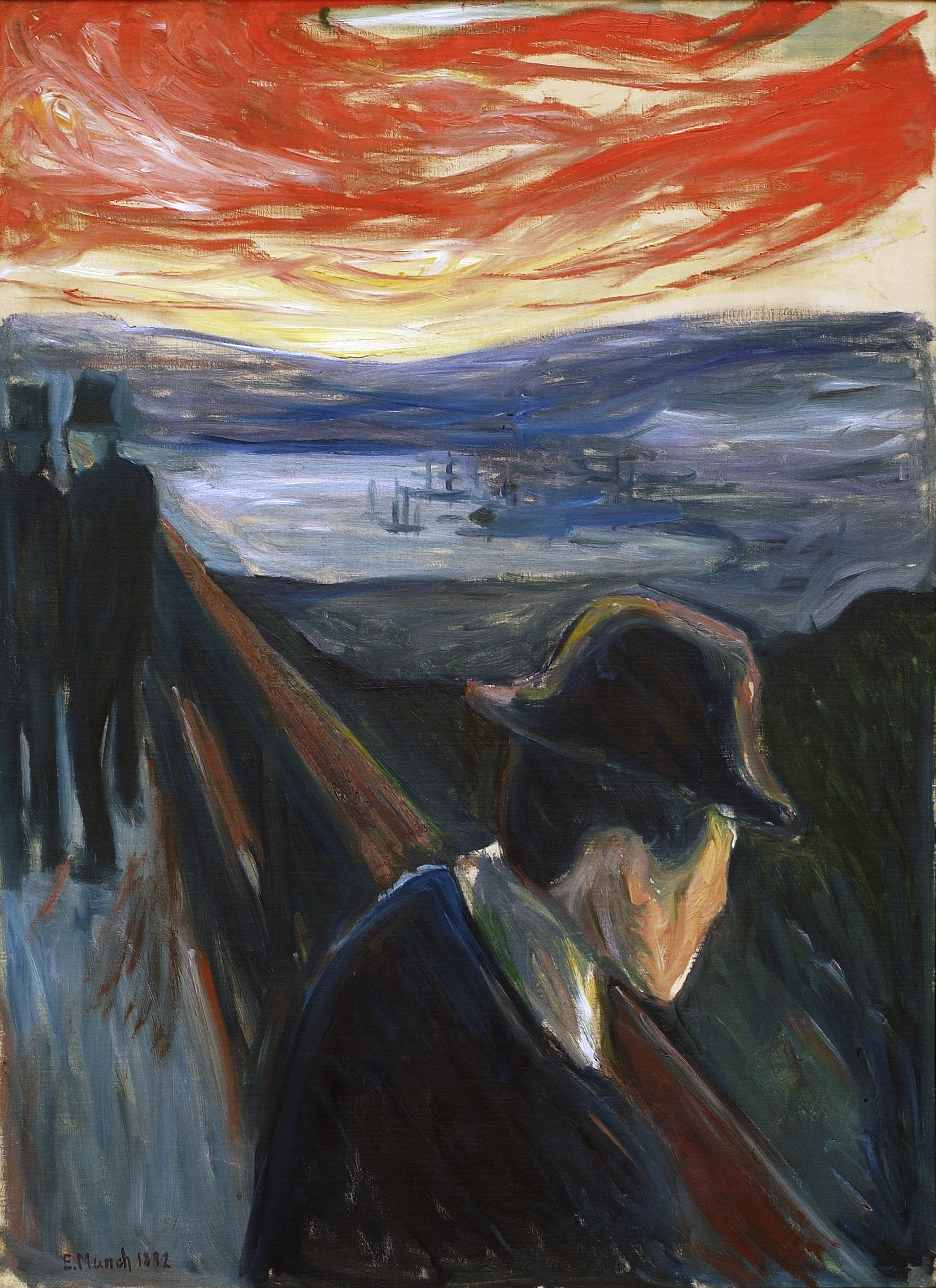
Désespoir (ou Humeur au Coucher de soleil), 1892.
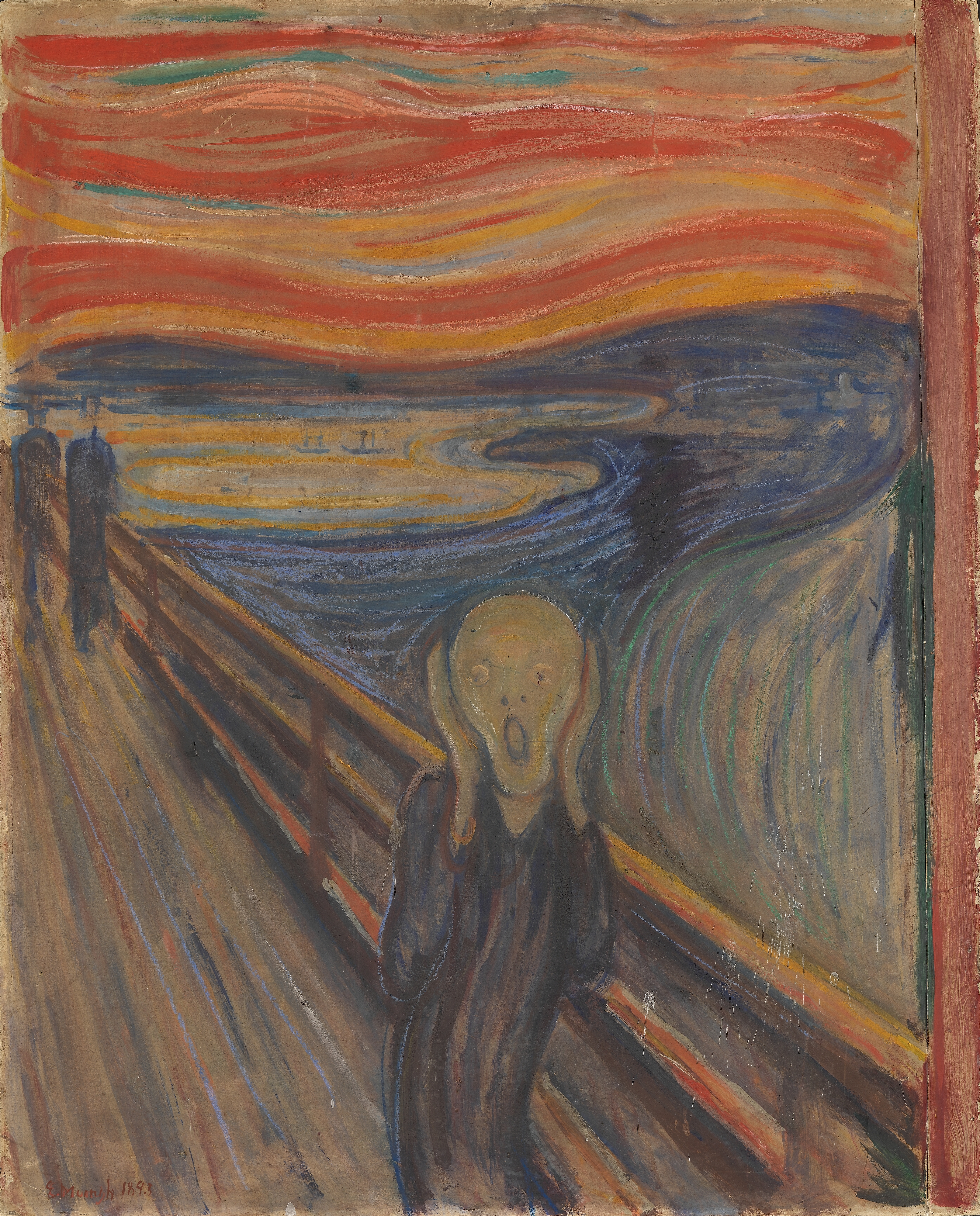
Le Cri, 1893.
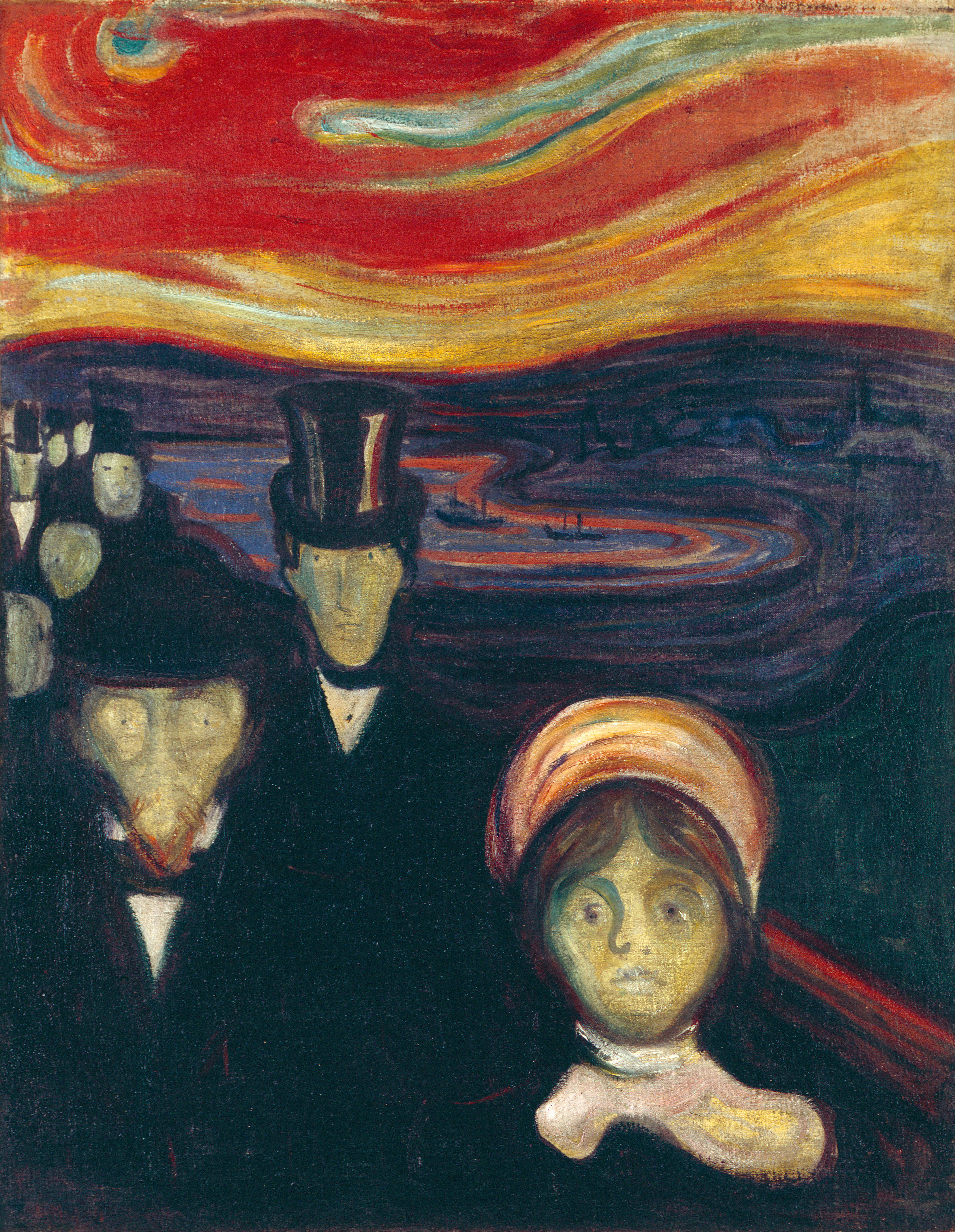
Anxiété, 1894.